# Autochton
Autochton is een geslacht van vlinders van de familie dikkopjes (Hesperiidae), uit de onderfamilie Eudaminae.

## Soorten
- A. bipunctatus (Gmelin, 1790)
- A. cellus (Boisduval & Le Conte, 1833)
- A. cincta (Plötz, 1882)
- A. integrifascia (Mabille, 1891)
- A. itylus Hübner, 1823
- A. longipennis (Plötz, 1882)
- A. neis (Geyer, 1832)
- A. pseudocellus (Coolidge & Clemence, 1911)
- A. reflexus (Mabille & Boullet, 1912)
- A. sulfureolus (Mabille, 1883)
- A. vectilucis (Butler, 1874)
- A. zarex (Hübner, 1818)